# Edición urtext
Una edición urtext de una pieza de música clásica es una versión impresa que intenta capturar y reproducir la intención original del compositor lo más fiel que sea posible y sin añadir o cambiar el contenido. Otros tipos de ediciones que se diferencian de las ediciones urtext son las ediciones facsímil y las interpretativas.

## Preparación de edicionesurtext

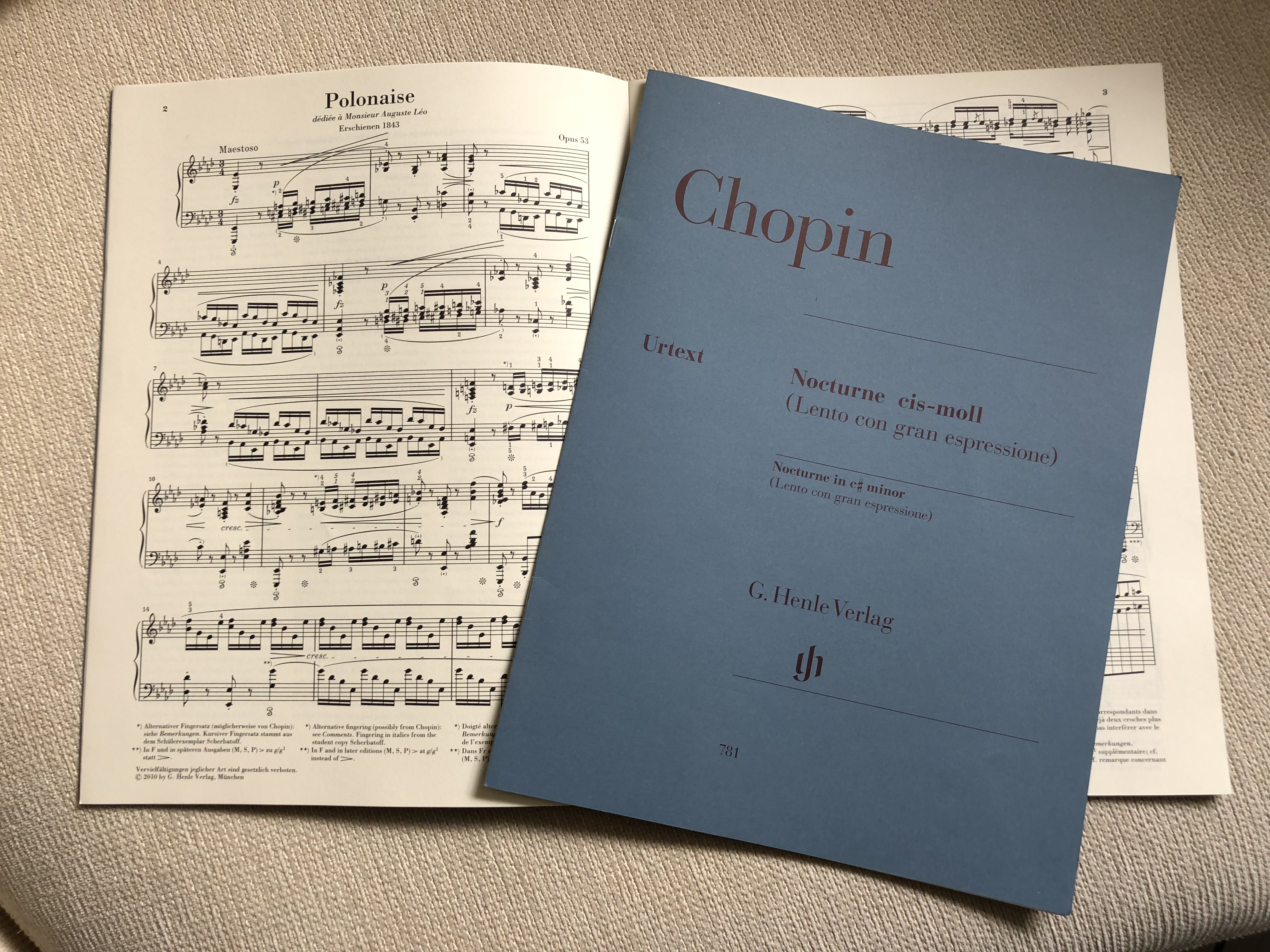
Ediciones urtext de Chopin.

Las fuentes para crear una edición urtext incluyen el autógrafo (el manuscrito original producido de mano del compositor), copias creadas a mano por los estudiantes y ayudantes del compositor (copistas), la primera edición publicada y otras ediciones iniciales. Debido a que las primeras ediciones a menudo incluyen errores de impresión, una fuente particularmente valiosa para crear ediciones urtext es la copia de la primera edición impresa que ha sido corregida a mano por el compositor.  
Típicamente, una edición urtext incluye un prefacio indicando cuales han sido las fuentes consultadas por el editor. En el supuesto de que sean manuscritos o primeras ediciones difíciles de encontrar, el editor indicará de qué biblioteca académica o fondo documental provienen.
Cuando las fuentes son escasas, estén plagadas de errores de impresión, o se contradigan entre sí, la tarea del editor urtext acontece complicada. También el editor encontrará dificultades añadidas cuando el compositor use una caligrafía difícil de entender (por ejemplo, Beethoven) o se han introducido revisiones adicionales después de la publicación.
Un problema fundamental cuando se edita urtext son las interpretaciones diferentes que una misma anotación puede tener. Si el editor incluye demasiado pocas interpretaciones, esto restringe la libertad del intérprete a la hora de escoger. Aun así, incluir interpretaciones inverosímiles provenientes de fuentes poco fiables no ayudan al intérprete. Donde el editor tiene que arriesgar y conjeturar más es a la hora de identificar errores de impresión o de copia. El peligro más grande —en absoluto hipotético— es que una elección excéntrica o incluso inspirada por parte del compositor sea ignorada o borrada por un editor demasiado intervencionista o conservador. 
Otra dificultad añadida surge del hecho de que las obras musicales a menudo presentan pasajes que se repiten (tanto como sí es de una manera idéntica o similar) en más de una ubicación; esto ocurre por ejemplo, en la sección de recapitulación de una obra en forma de sonata o en el tema principal de un rondó.  A menudo los símbolos dinámicos u otros símbolos de expresión presentes en un apartado concreto del material original se echan de menos en ubicaciones similares.  La práctica más posiblemente estricta es de representar todos los símbolos literalmente, pero puede que un editor urtext que también quiera anotar los símbolos en pasajes paralelos.
Una respuesta común de editores a todas estas dificultades es proporcionar documentación escrita de todas las decisiones que se han tomado, ya sea con pies de página o en una sección de notas separada.

## Tipo de ediciones

### Ediciones facsímil
Las ediciones urtext difieren de ediciones de facsímil, las cuales simplemente presentan una reproducción fotográfica de una de las fuentes originales de una obra musical. La edición urtext aporta un valor añadido que el intérprete podría tratar de conseguir de un facsímil por medio de la compilación de fuentes múltiples y la aplicación de criterio riguroso y académico. Las ediciones urtext también son más fácil de leer que las facsímiles.  Así, las ediciones facsímil son destinadas mayoritariamente a un uso académico, junto con intérpretes que buscan incrementar su conocimiento teórico como parte de su preparación.
El musicólogo James Webster, basando su opinión en el estudio propio de dos importantes ediciones urtext de la sonata para piano en mí bemol H. XVI:49 de Haydn, sugiere que todo músico interesado en interpretaciones históricas tendría que tocar a partir de un facsímil. La razón es que algunos símbolos anotados por el compositor sencillamente no pueden ser representados fielmente en una edición impresa. En el caso de Haydn, estos incluyen símbolos que están a medio camino, en cuanto a longitud, entre un punto y un trazo (los cuales evidentemente tienen significados diferentes por este compositor), o arcos de frases musicales que acaban mucho más arriba que las notas, creando ambigüedad donde una frase empieza o donde acaba.  En tales casos, las ediciones impresas se ven forzadas a tomar una decisión; solo un facsímil puede proporcionar una expresión inalterada de la intención real del  compositor.

### Ediciones interpretativas
A diferencia de las ediciones urtext, las ediciones interpretativas ofrecen la opinión personal del editor a la hora de interpretar la obra.  Esto se consigue por medio de la aportación de símbolos de dinámicas y otras formas de expresión musical, las cuales suplementan o reemplazan las originales del compositor.  En casos extremos, las ediciones interpretativas intencionadamente alteran los comentarios del compositor o incluso eliminan pasajes enteros. En los siglos XIX y XX, muchos famosos intérpretes musicales han creado ediciones interpretativas, entre los cuales se incluyen Harold Bauer, Artur Schnabel, y Ignacy Jan Paderewski. Antes de la aparición de la música grabada, estas ediciones eran a menudo la única manera que tenían a mano los estudiantes para aprender la técnica de artistas anteriores, e incluso hoy en día mantienen su valor por esta función.
A caballo entre la edición urtext y la interpretativa es la edición en la cual las aportaciones del editor son distinguidas tipográficamente (normalmente con paréntesis, tamaño, escala de grises o detallado en prosa) de las anotaciones propias del compositor. Estas ediciones son particularmente útiles en música antigua, donde la interpretación de la notación musical a menudo plantea dificultades.

## Autenticidad
Webster ha sugerido que muchas ediciones que están etiquetadas como urtext en realidad no lo son:

La gran mayoría de las ediciones marcadas como 'Urtext' contienen muchos más cambios de los que admiten sus editores. Los editores son en parte culpables; tienen miedo de hacer cualquier cosa tuvo que podría parecer poco familiar o confuso para cualquier mercado potencial. De hecho, quieren tener lo mejor de ambos mundos; por ejemplo, la  Neue Mozart-Ausgabe  pretende ofrecer 'un texto intachable desde el punto de vista académico, que al mismo tiempo tenga en cuenta las necesidades de la práctica musical'. Si se trata de una esperanza vana o se basa francamente en el propio interés, el hecho es que nadie puede servir a dos amos al mismo tiempo.

## Editoriales que ofrecen ediciones urtext
- Bärenreiter
- G. Henle Verlag
- OKM Publishers
- Édition Peters
- Wiener Urtext Edition
- Könemann
- Breitkopf & Härtel
- Editio Musica Budapest
- Schott
- Carus-Verlag
- Boosey & Hawkes
- PWM Edition
- Universal Edition
- Kunzelmann
- Carisch
- Ricordi